# Evonik Goldschmidt
Die Evonik Goldschmidt GmbH war ein internationales Chemie-Unternehmen mit der Ausrichtung auf Spezialchemikalien wie Additive und Zwischenprodukte vor allem für Trennbeschichtungen, Stabilisatoren und Emulgatoren. Das Unternehmen mit Sitz in Essen war eine Tochtergesellschaft der Evonik Industries und zählte zu den größten Industriebetrieben der Stadt Essen.
Das Unternehmen wurde im Juli 2013 mit der Evonik Degussa, einer weiteren Tochtergesellschaft der Evonik Industries AG, verschmolzen und der Name damit aus dem Handelsregister in Essen gelöscht.
Der Name existiert jedoch weiter in der Goldschmidt Holding GmbH mit Sitz in Leipzig, welche unter der Webadresse goldschmidt.com auftritt. Dieses Unternehmen entstand aus einem 1999 abgespaltenen Unternehmenszweig, der von Nachkommen der Gründerfamilie Goldschmidt übernommen wurde.

## Geschichte

### Drei Führungsgenerationen

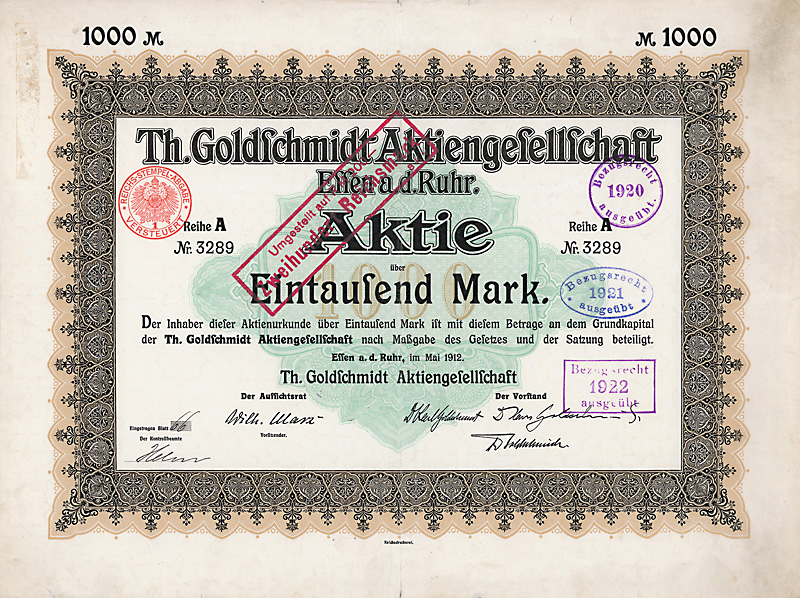
Aktie über 1000 Mark der Th. Goldschmidt AG vom Mai 1912

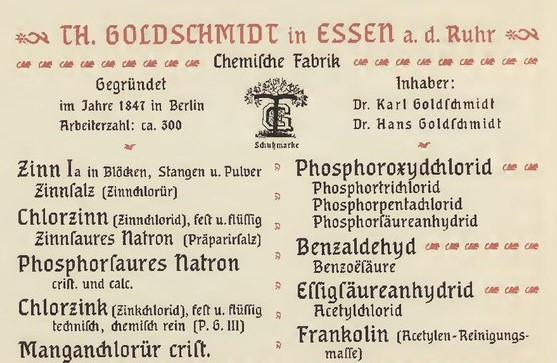
Weltausstellung Paris 1900

Am 10. Dezember 1847 gründete Theodor Goldschmidt in Berlin die „Chemische Fabrik Theodor Goldschmidt“ in der Köpenicker Straße unmittelbar angrenzend an der Textilfabrik „Kattun-Druckerei R. Goldschmidt und Söhne“ die von den beiden Onkeln Karl und Eduard Goldschmidt geführt wurden. Die Fabrik der Onkel war anfangs auch größter Abnehmer für die Produkte der „Chemischen Fabrik Theodor Goldschmidt“, hauptsächlich Vorprodukte für die Textilindustrie, wie vor allem Präpariersalz, Zinnsalz und Chlorkalk.
1849 zog Theodor Goldschmidt mit seinem Werk aus Platzgründen ans Planufer, einen Abschnitt am Landwehrkanal. Die immer engere Umbauung durch Wohnhäuser verhinderte ein größeres Expandieren der Firma, deshalb blieb auch die Mitarbeiterzahl mit maximal 15 Beschäftigten gering. Am 4. Januar 1875 verstarb Theodor Goldschmidt und hinterließ das Unternehmen den minderjährigen Söhnen Karl und Hans Goldschmidt, die Interesse am Erhalt des Unternehmens zeigten. Es wurde eine treuhänderische Unternehmensleitung 1875 kurzzeitig Karl Reimer und danach durch den Chemiker Otto Kersten, Verlobter von Karoline Goldschmidt, vorgenommen, bis Karl Goldschmidt 1882 als promovierter Chemiker die Leitung übernahm. Kersten schied aus dem Unternehmen aus, und mit dem Eintritt von Hans Goldschmidt wurde das Unternehmen 30 Jahre von den beiden Brüdern geführt. 1923 übernahm Theo Goldschmidt den Vorstandsvorsitz von seinem Vater Karl, was er bis 1958 blieb.

### Produktionswachstum und Verlagerung
Mit der wachsenden Bedeutung von Konservendosen aus Weißblech mit Zinnüberzug machten sich die Goldschmidt-Brüder eine Marktlücke zunutze. Der daraus resultierende Abfall war unerwünscht und die Nutzung des Weißbleches für die Stahlindustrie durch den Zinnüberzug unmöglich. Den Brüdern gelang es als ersten, ein industrielles Verfahren zur elektrolytischen Entzinnung von Weißblech zu entwickeln, das durchaus ein sehr rentabels Verfahren zur Wiedergewinnung des damals kostbaren Rohstoffes Zinn wurde.
Die Weißblechentzinnung nahm derart große Ausmaße an, dass der Standort am Planufer für größere Umsetzungen zu klein wurde. Es wurde ein neuer, verkehrsgünstig gelegener Ort gesucht, und dabei fiel die Wahl auf das aufstrebende Ruhrgebiet, mit Nähe zur Tuchindustrie als Abnehmer für Zinnprodukte und zur Stahlindustrie, welche das aus der Entzinnung übriggebliebene Schwarzblech erwarben. Innerhalb weniger Jahre stieg die Beschäftigtenzahl auf 200 an, und es wurden neue Entzinnungsverfahren wie die Chlorentzinnung entwickelt. 1908 wurden weitere Weißblechentzinnungen in Großbritannien und den USA gegründet und weltweite Einkäufe von Weißblech organisiert. Goldschmidt wurde dadurch auf dem Weltmarkt führend.
Nach dem Ersten Weltkrieg konnte sich das Geschäft mit der Entzinnung nicht halten und wurde stillgelegt. Zu dieser Zeit verzeichnete Hans Goldschmidt mit seinem 1895 patentierten Thermit-Schweißverfahren zur lückenlosen Verschweißung von Straßenbahn- und Eisenbahnschienen Erfolg. Dieses Verfahren basiert auf Aluminothermie und wird bis heute angewendet.
Die Weißblechentzinnung und das Thermitverfahren bildeten die unternehmerische Basis des Betriebes. Mit wachsender Mitarbeiterzahl wurden neue Sozialleistungen eingeführt: Es wurden eine Betriebskrankenkasse sowie eine Pensionskasse gegründet und ein Erholungsheim für Mitarbeiter, das Haus Niederbredenscheidt in Hattingen, errichtet.
Durch vermehrte Auslandstätigkeiten und größere Investitionen wurde 1911 das Unternehmen in die Th. Goldschmidt AG umgewandelt.

### Nach dem Ersten Weltkrieg
Nach dem Ersten Weltkrieg musste sich die Firma Goldschmidt neu orientieren, da Märkte und Rohstoffversorgungen verlorengingen sowie Namensrechte und Patente für nichtig erklärt wurden. Ab 1920 entwickelte Goldschmidt Produkte für Gleitlagertechnik und Korrosionsschutzfarben, Leimfilme für die Schichtholzverarbeitung auf Basis von Kunstharzen und durch die Arbeit von Friedrich Bergius die ersten Emulgatoren, die den Grundstein für den Geschäftsbereich „Care Specialities“ der Degussa legten. Die Th. Goldschmidt AG hielt während des Zweiten Weltkriegs Anteile an der Degesch und der Orgacid GmbH, die Zyklon B beziehungsweise Senfgas herstellten.
Nach der Zerstörung im Zweiten Weltkrieg wurde der Hauptsitz in Essen neu aufgebaut und erlebte, besonders durch die Währungsreform, einen großen Aufschwung. Neben den Produkten der Vorkriegszeit wurden neue Entwicklungen auf Basis amphoterer Tenside vorangetrieben, die bis in den 1990er Jahren eine Spitzenstellung auf dem Markt einnahmen.
Vorstandsvorsitzender der Th. Goldschmidt AG von 1968 bis 1981 war der Ingenieur Curt Edeling (* 1913 in Wilhelmshaven), dessen Urgroßvater das Chemieunternehmen begründet hatte, und der bereits seit 1943 für das Essener Unternehmen tätig war. Ab 1983 war er Aufsichtsratsvorsitzender und Präsident der IHK Essen.
In den 1950er Jahren wurde bei Goldschmidt durch die Siliconforschung die Basis für den heutigen Geschäftsbereich Consumer Specialties von Evonik errichtet. 1955 entstanden erste einfache Silicone, 1961 die ersten Polyurethanschaum-Stabilisatoren.

### Neuordnung
1999 erfolgte eine Teilung von Goldschmidt: Die bisherige Goldschmidt AG wurde durch Degussa übernommen, während das Geschäft mit dem Thermit-Verfahrens zum Schienenschweißen in die Goldschmidt Thermit GmbH ausgegliedert wurde, welche die Nachkommen der Gründer über die Vermögensverwaltung Erben Dr. Karl Goldschmidt GmbH, Essen, übernahmen. Die zuletzt als Goldschmidt GmbH geführte Gesellschaft wurde 2013 vollständig in den Evonik-Konzern integriert. Der Standort Essen-Goldschmidtstraße besteht allerdings weiterhin.
Das von den Nachkommen übernommene Unternehmen wurde im Jahr 2004 nach Leipzig umgesiedelt. Seit 2020 firmiert es als Goldschmidt Holding GmbH.

## Produkte
Die Evonik Goldschmidt GmbH stellte keine Endprodukte für den Verbraucher her, sondern Spezialchemikalien für die kosmetische oder chemische Industrie, die als Additive deren Endprodukten gewünschte Eigenschaften verleihen.
Stabilisatoren
Die Stabilisatoren der Goldschmidt GmbH wurden in Polyurethan(PU)-Schäumen eingesetzt, um z. B. Polstern und Matratzen die nötige Festigkeit und Flexibilität zu geben. Weitere Einsatzgebiete der PU-Stabilisatoren waren die Automobilindustrie (Lenkräder, Innenausstattungen), Bauindustrie (Bauschäume).
Emulgatoren
Goldschmidt stellte seit 1927 Emulgatoren für die Kosmetische Industrie her, um die Grundbestandteile Öl und Wasser miteinander mischen zu können.
Trennbeschichtungen:

Diese fanden Einsatz bei Klebefolien. Trägermaterialien von Klebefolien wurden mit UV-gehärteten siliconmodifizierten Acrylaten beschichtet, um diese abziehen und an anderer Stelle ankleben zu können.
Betaine:

Um die Hautverträglichkeit von Reinigungsmitteln durch aggressive anionische Waschtenside zu erhöhen, werden diesen Betaine zugegeben. Diese haben u. a. eine rückfettende Wirkung und wurden von Goldschmidt seit 1966 hergestellt.
Additive:

Kunststoffadditive sorgen als polymere Dispergiermittel für eine optimale Pigmentverteilung in Kunststoffen. Lackadditive dienen bei wässrigen Lack- und Beschichtungssystemen als Entschäumer, da diese Systeme bei der Herstellung zu starker Schaumbildung neigen, welche auf dem Endprodukt unerwünscht ist.